# Championnat de Suisse de football de deuxième division 1971-1972
Le championnat de Suisse de football de Ligue nationale B 1971-1972 a vu la victoire du FC Chiasso.

## Format
Le championnat se compose de 14 équipes. Les deux premiers sont promus en Ligue nationale A. En revanche, fait exceptionnel, les deux derniers ne sont pas relégués en 1e Ligue, car le championnat passe à 14 clubs pour la saison 1972-1973.

## Classement final
| Place | Club               | Pts | J  | V  | N  | D  | Buts + | Buts - | Diff. |
| 1e    | FC Chiasso         | 37  | 26 | 17 | 3  | 6  | 45     | 25     | +20   |
| 2e    | FC Fribourg        | 34  | 26 | 15 | 4  | 7  | 41     | 22     | +19   |
| 3e    | Neuchâtel Xamax    | 33  | 26 | 12 | 9  | 5  | 59     | 41     | +18   |
| 4e    | Vevey-Sports       | 32  | 26 | 12 | 8  | 6  | 44     | 39     | +5    |
| 5e    | FC Martigny-Sports | 28  | 26 | 9  | 10 | 7  | 46     | 37     | +9    |
| 6e    | AC Bellinzone      | 26  | 26 | 10 | 6  | 10 | 48     | 39     | +9    |
| 7e    | FC Mendrisiostar   | 26  | 26 | 8  | 10 | 8  | 36     | 30     | +6    |
| 8e    | FC Wettingen       | 25  | 26 | 9  | 7  | 10 | 34     | 42     | -8    |
| 9e    | CS Chênois         | 25  | 26 | 10 | 5  | 11 | 39     | 54     | -15   |
| 10e   | FC Aarau           | 23  | 26 | 8  | 7  | 11 | 32     | 31     | +1    |
| 11e   | Étoile Carouge FC  | 23  | 26 | 6  | 11 | 9  | 31     | 34     | -3    |
| 12e   | SC Brühl           | 22  | 26 | 7  | 8  | 11 | 35     | 49     | -14   |

## À l'issue de la saison

### Promotions
- Le FC Chiasso et le FC Fribourg sont promus en Ligue nationale A
- Le SC Buochs et le Young Fellows Zurich rejoignent la Ligue nationale B

### Relégations
- Le FC Bienne et le FC Lucerne sont relégués en Ligue nationale B
- Il n'y a pas de relégation en 1e Ligue car le championnat passe à 14 clubs pour la saison 1972-1973

## Résultats complets
- RSSSF